# Suzuki Takekazu
Takekazu Suzuki (鈴木 武一, sinh ngày 8 tháng 4 năm 1956) là một huấn luyện viên và cựu cầu thủ bóng đá người Nhật Bản.

## Sự nghiệp Huấn luyện viên
Takekazu Suzuki đã dẫn dắt Vegalta Sendai.